# Клейнмихель, Николай Владимирович
Граф Никола́й Влади́мирович Клейнми́хель (31 июля (12 августа) 1877 — 24 января (6 февраля) 1918, Евпатория) — богодуховский уездный предводитель дворянства (1903—1916), последний московский вице-губернатор.

## Биография
Православный из рода Клейнмихелей. 
Сын генерал-майора графа Владимира Петровича Клейнмихеля и жены его княжны Екатерины Петровны Мещерской.
По окончании Александровского лицея в 1900 году, поступил на службу в Кавалергардский полк. В следующем году был произведен корнетом.
Граф Николай Клейнмихель владел усадьбой XVIII века Хорватов-Клейнмихелей в Лютовке.

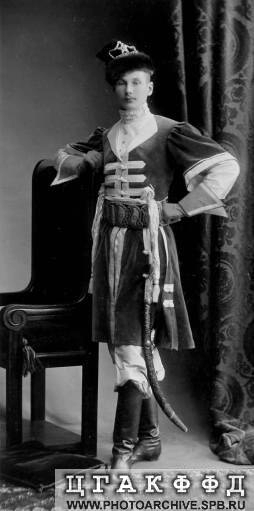
Н. В. Клейнмихель на Костюмированном балу 1903 года

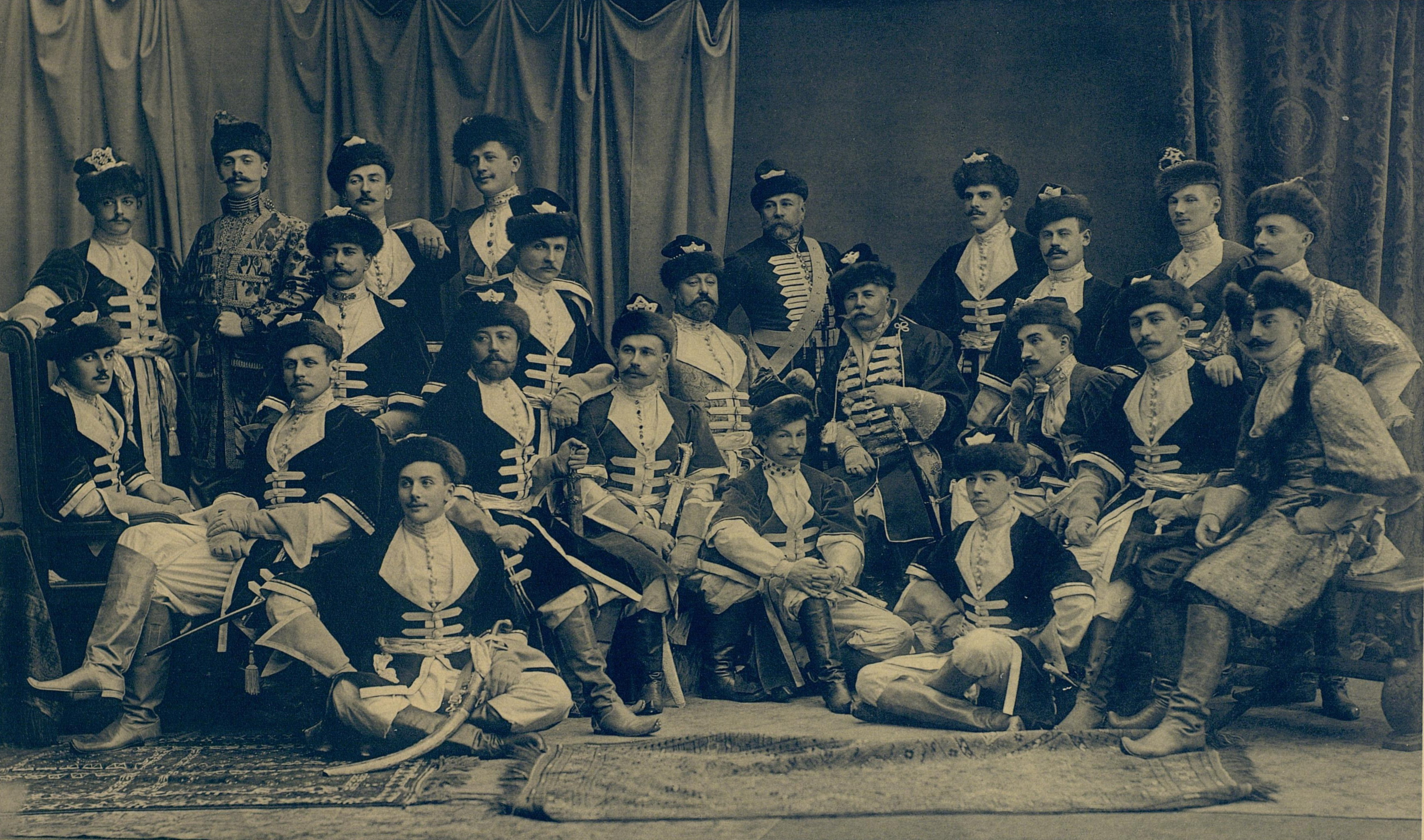
Корнет Н. В. Клейнмихель (стоит второй справа) в группе офицеров Кавалергардского полка на Костюмированном балу 1903 года

Для ведения сельского хозяйства, в частности, для выращивания пшеницы и сахарной свеклы, выкупил земли на севере Богодуховского и Харьковского уезда на границе с Курской губернией вокруг Лемещино, Субботино, Рясного, Петровки, Барановки и Александровки и создал там экономии. Граф лично имел 4 865 десятин земли Александровка была географическим центром экономий графа, расположенных к востоку, западу и югу от неё. Лучшему поставщику свеклы на свой завод граф подарил перед революцией железный плуг..
В 1905 году во время Первой русской революции крестьяне экономий начали возмущение; Клейнмихель в свои имения вызвал казачьи части; крестьяне успели разгромить и разграбить экономию в Петровке и частично — в фамильном имении, Лютовке.
В 1905-1913 годах в Александровке предводителем дворянства Богодуховского уезда, владельцем усадьбы в Лютовке Николаем Клейнмихелем был построен Лютовский сахарный завод.
В 1903 году был избран Богодуховским уездным предводителем дворянства и зачислен в запас гвардейской кавалерии. Также избирался гласным Богодуховского уездного и Харьковского губернского земских собраний. Был церемониймейстером Высочайшего двора. 15 августа 1916 года был назначен московским вице-губернатором (предшественник — А. М. Устинов), смещен во время Февральской революции. Имел ордена Святой Анны 2-й степени и Святого Станислава 2-й степени, а также кавалерский крест итальянского ордена Короны.
Был предан монархии. Когда последний военный министр Временного правительства А. И. Верховский заявил о нежелательности службы монархистов в Русской армии, Н. В. Клейнмихель написал тому протестное письмо и оставил службу, уехав в своё имение в Крым. Там, узнав о заключении царской семьи в Тобольске, начал строить планы о поездке в Тобольск и поступлении на службу в охранную команду под видом красногвардейца, но был поднят на смех близкими, которые указали ему на невозможность скрыть его аристократическое происхождение. Тогда он собрался присоединиться к Алексеевской организации. Но этим планам не суждено было сбыться — в ночь на 24 января 1918 года во время установления в Евпатории советской власти у него был произведён обыск. Красногвардейцы потребовали читать содержание найденных бумаг. В их числе находился и черновик его письма военному министру. Николай Владимирович не таясь сам прочитал красногвардейцам это письмо, отдельно объясняя матросам рассуждения о значении монархии для России. Он тут же был арестован и в 10 часов вечера 24 января 1918 года расстрелян.

## Семья
Был женат на Нине Павловне Хрущёвой. Их дети:
- Мария (1912—1997), замужем за Аркадием Николаевичем Кочубеем (1909—1961).
- Екатерина (1913—1990), замужем за Алексеем Игоревичем Уваровым (1909—1987), сыном И. А. Уварова.